# Gigi (filme)
Gigi (título no Brasil e em Portugal) é um filme estadunidense de 1958, dos gêneros comédia romântica e musical, dirigido por Vincente Minnelli e com roteiro baseado num romance de Colette.

## Sinopse
Gaston Lachaille, o solteiro mais cobiçado de Paris, se apaixona por Gigi, uma jovem irrequieta e que recebe aulas de etiqueta para se tornar uma dama da aristocracia.

## Elenco
- Leslie Caron .... Gigi Lachaille
- Maurice Chevalier .... Honore Lachaille
- Louis Jourdan .... Gaston Lachaille
- Hermione Gingold .... Madame Alvarez
- Eva Gabor .... Liane d'Exelmans
- Jacques Bergerac .... Sandomir
- Isabel Jeans .... tia Alicia
- John Abbott .... Manuel
- Betty Wand .... Gigi (voz nas canções)

## Principais prêmios e indicações
Oscar 1959 (EUA)
- Venceu nas categorias de Melhor Filme, Melhor Diretor (Vincente Minnelli), Melhor Roteiro Adaptado, Melhor Direção de Arte, Melhor Fotografia - Colorida, Melhor Figurino, Melhor Edição, Melhor Canção Original (Gigi) e Melhor Trilha Sonora.

BAFTA 1960 (Reino Unido)
- Indicado na categoria de Melhor Filme.

Globo de Ouro 1959 (EUA)
- Venceu nas categorias de Globo de Ouro de melhor filme de comédia ou musical, Globo de Ouro de melhor direção (Vincente Minnelli) e Globo de Ouro de melhor atriz coadjuvante em cinema (Hermione Gingold)
- Indicado nas categorias de Globo de Ouro de melhor atriz em comédia ou musical (Leslie Caron), Globo de Ouro de melhor ator em comédia ou musical (Maurice Chevalier), Globo de Ouro de melhor ator em comédia ou musical (Louis Jourdan)

Grammy 1959 (EUA)
- Venceu na categoria de Melhor Álbum de Trilha Sonora.

Prêmio David di Donatello 1959 (Itália)
- Venceu na categoria de Melhor Filme Estrangeiro.

## Curiosidades
- Audrey Hepburn foi a primeira opção do diretor para interpretar Gigi, pois ela já havia interpretado a personagem no teatro, em 1952; entretanto, Audrey não pôde aceitar o convite por estar filmando Funny Face na mesma ocasião.
- O filme de 1958 é uma refilmagem dos filmes de 1925 e 1949, com o mesmo título.
- O orçamento do filme Gigi foi de 3 milhões e 300 mil dólares.
- Com um título com apenas quatro letras, Gigi, junto com Argo foi o filme com título mais curto a ganhar um Oscar de melhor filme.
- O filme entrou no Guinness Book, em 2008, como menor nome original de um filme vencedor do Oscar de melhor filme.
- O LP da trilha sonora do filme aparece na capa do disco Ummagumma, da banda inglesa Pink Floyd.
- Em 2015 uma nova versão do musical foi apresentada na Broadway, estrelando Vanessa Hudgens como a protagonista Gigi.